# Dunnington (hardware)
Dunnington è il successore del core Tigerton alla base del processore Intel Xeon MP (per sistemi multiprocessore) ed è stato presentato il 16 settembre 2008.
Si tratta dell'ultimo Xeon MP ad essere basato sull'architettura Intel Core Microarchitecture e inizialmente avrebbe dovuto essere il successore del core Whitefield il cui sviluppo venne però sospeso nell'ottobre 2005 in favore proprio del progetto Tigerton.

## Caratteristiche tecniche

### Processo produttivo
Subito si seppe che Dunnington sarebbe stato una CPU multi core costruita mediante processo produttivo a 45 nm, ma fino a febbraio 2008, Intel non si era mai sbilanciata a dire quanti sarebbero stati i suoi core. Dato che il predecessore, Tigerton, era una CPU a 4 core realizzata a 65 nm mediante un approccio ibrido unendo 2 core dual core costruiti a Die Monolitico con un approccio a Die Doppio, si pensava che Dunnington potesse essere ancora un processore a 4 core (sebbene qualcuno avesse anche ipotizzato la possibilità di 8 core); in questo caso esso poteva essere o un semplice die-shrink di Tigerton, grazie al nuovo processo produttivo oppure addirittura una CPU realizzata interamente su un Die Monolitico, ovvero formata da un unico die a 4 core. In realtà questa seconda ipotesi, sebbene tecnicamente fattibile, era sembrata quasi subito un po' improbabile in quanto Intel aveva già dichiarato l'intenzione di proporre soluzioni "native" a 4 core solo a partire dal 2009 grazie alla nuova architettura Nehalem, successiva alla "Core".
Inoltre, ad aumentare la confusione su quello che sarebbe stato Dunnington, si era aggiunta la notizia che esso potesse integrare il controller della memoria RAM al pari di quanto fatto da AMD fin dal 2003 con tutte le proprie CPU Athlon 64 e Opteron. Dato che si tratta di una esplicita caratteristica della successiva architettura Nehalem si era praticamente certi che sarebbe stato basato proprio sulla nuova architettura e la finestra temporale prevista per il suo lancio (coincidente con il lancio delle prime soluzioni Nehalem, destinate però agli altri settori di mercato) non fecero che avvalorare tale ipotesi.

#### Il progetto definitivo
A febbraio 2008 invece, Intel dichiarò espressamente che il core Dunnington sarebbe stato ancora basato sull'architettura "Core", non avrebbe integrato il controller della memoria, ma sarebbe diventata la prima soluzione Intel a 6 core (anche se sono disponibili anche versioni a 4 core). Esso viene realizzato sempre attraverso un approccio ibrido, ma diverso rispetto a quello utilizzato fino a questo momento in tutti i prodotti Intel; vengono infatti uniti 3 die dual core (realizzati come al solito a Die Monolitico) attraverso un approccio a Die Singolo e in cui viene aggiunta anche una grande cache L3 condivisa tra tutti i core. Più nello specifico, per realizzare Dunnington Intel "stampa" sul wafer 3 die dual core "raggruppati" (a forma di "L") e nello spazio restante della superficie di un tradizionale die quadrato, viene integrata la sezione della cache L3 che viene poi collegata a tutti i core. Ogni core dual core ha una doppia cache L1 di 64 kB e una cache L2, condivisa tra i propri 2 core, di 3 MB; la grande cache L3 invece arriva fino a 16 MB che può essere accessibile da ciascuno dei 6 core del processore.
Per quanto riguarda il socket e il bus, essi sono rimasti gli stessi del predecessore Tigerton, ovvero il 604 abbinato a BUS a 1066 MHz per ciascuna CPU; è da evidenziare infatti che già dal 2006 (sebbene inizialmente solo nelle versioni Xeon DP) Intel utilizza più collegamenti indipendenti tra chipset e processori, uno per ogni CPU presente nel sistema, in modo da non avere "colli di bottiglia" nella comunicazione tra questi 2 componenti. Nel panorama degli Xeon MP tale supporto è iniziato con Tigerton che grazie al chipset Clarksboro ha introdotto la piattaforma Caneland della quale continua a far parte anche Dunnington.
Malgrado la presenza di 6 core e di una cache L3 così generosa, che portano il numero totale di transistor a ben 1,9 miliardi, il consumo di Dunnington non è aumentato rispetto a quello del predecessore, variando tra i soli 65 W delle versioni a voltaggio ridotto, fino ai 130 W delle versioni più potenti. È da evidenziare come il raggiungimento di un consumo di soli 65 W per una CPU composta da 6 core rappresenta un risultato notevole per Intel, dato che si tratta dello stesso consumo che avevano i primi processori desktop basati sull'architettura "Core", ovvero il Core 2 Duo Conroe che erano però dual core, e che comunque avevano convinto subito per la loro elevata efficienza.

#### Sfruttamento della cache L2
Nei processori dual core e multi core si pone il problema di come sfruttare la grande dotazione di cache e come gestirne l'accesso da parte dei vari core. I diversi approcci produttivi cui si è accennato poco sopra comportano ciascuno pro e contro relativamente ai metodi di fruizione di questa preziosa memoria aggiuntiva. Buona parte di questi aspetti è evidenziata nella voce Architettura dual core#Architettura della cache condivisa, in cui si fa riferimento anche ad altri processori che sfruttano i differenti approcci.

### Tecnologie implementate
Essendo basato sull'architettura "Core", anche Dunnington supporta MMX, SSE, SSE2, SSE3, EM64T, XD-bit, Vanderpool e SpeedStep e sono presenti anche le migliorie all'architettura introdotte da Intel in tutti i prodotti a 45 nm; tra tutte, si può ricordare la presenza delle nuove istruzioni SSE4. Più precisamente sono state implementate solo 47 delle 54 istruzioni previste dal set SSE4 vero e proprio e per questo motivo Intel indica le nuove istruzioni inserite nelle evoluzioni a 45 nm dell'architettura Core, come SSE4.1 (dove .1 indica la prima versione); l'intero set delle istruzioni, indicato come SSE4.2 è stato incorporato solo nella nuova architettura Nehalem, successiva alla Core.
Non è invece implementata la tecnologia Hyper-Threading, abbandonata da Intel in tutti i processori basati sull'architettura "Core".

## Prezzi dei vari modelli al lancio
Il predecessore di Dunnington, Tigerton aveva portato con sé il processor number della serie 73xx. Dunnington viene commercializzato sfruttando la nuova serie 74xx, in modo da evidenziare chiaramente il cambio generazionale tra i processori. Di seguito i prezzi dei vari modelli arrivati sul mercato:
- Xeon X7460 - 2729 $
- Xeon E7450 - 2301 $
- Xeon E7440 - 1980 $
- Xeon E7430 - 1391 $
- Xeon E7420 - 1177 $

Sono inoltre state presentate le ormai tradizionali versioni LV (Low Voltage) a voltaggio ridotto in modo da poter essere inserite in sistemi compatti:
- Xeon L7455 - 2729 $
- Xeon L7445 - 1980 $

## Modelli arrivati sul mercato
La tabella seguente mostra i modelli di Xeon MP, basati su core Dunnington, arrivati sul mercato. Molti di questi condividono caratteristiche comuni pur essendo basati su diversi core; per questo motivo, allo scopo di rendere maggiormente evidente tali affinità e "alleggerire" la visualizzazione alcune colonne mostrano un valore comune a più righe. Di seguito anche una legenda dei termini (alcuni abbreviati) usati per l'intestazione delle colonne:
- Nome Commerciale: si intende il nome con cui è stato immesso in commercio quel particolare esemplare.
- Data: si intende la data di immissione sul mercato di quel particolare esemplare.
- Socket: lo zoccolo della scheda madre in cui viene inserito il processore. In questo caso il numero rappresenta oltre al nome anche il numero dei pin di contatto.
- N°Core: si intende il numero di core montati sul package: 1 se "single core" o 2 se "dual core".
- Clock: la frequenza di funzionamento del processore.
- Molt.: sta per "Moltiplicatore" ovvero il fattore di moltiplicazione per il quale bisogna moltiplicare la frequenza di bus per ottenere la frequenza del processore.
- Pr.Prod.: sta per "Processo produttivo" e indica tipicamente la dimensione dei gate dei transistor (180 nm, 130 nm, 90 nm) e il numero di transistor integrati nel processore espresso in milioni.
- Voltag.: sta per "Voltaggio" e indica la tensione di alimentazione del processore.
- Watt: si intende il consumo massimo di quel particolare esemplare.
- Bus: frequenza del bus di sistema.
- Cache: dimensione delle cache di 1º e 2º livello.
- XD: sta per "XD-bit" e indica l'implementazione della tecnologia di sicurezza che evita l'esecuzione di codice malevolo sul computer.
- 64: sta per "EM64T" e indica l'implementazione della tecnologia a 64 bit di Intel.
- HT: sta per "Hyper-Threading" e indica l'implementazione della esclusiva tecnologia Intel che consente al sistema operativo di vedere 2 core logici.
- ST: sta per "SpeedStep Technology" ovvero la tecnologia di risparmio energetico sviluppata da Intel e inserita negli ultimi Pentium 4 Prescott serie 6xx per contenere il consumo massimo.
- VT: sta per "Vanderpool Technology", la tecnologia di virtualizzazione che rende possibile l'esecuzione simultanea di più sistemi operativi differenti contemporaneamente.

| Nome Commerciale | Data        | Socket | N°Core | Clock    | Molt. | Pr.Prod.        | Voltag. | Watt  | Bus      | Cache                        | XD | 64 | HT | ST | VT |
| ---------------- | ----------- | ------ | ------ | -------- | ----- | --------------- | ------- | ----- | -------- | ---------------------------- | -- | -- | -- | -- | -- |
| Xeon MP E7420    | 16/set/2008 | 604    | 4      | 2,13 GHz | 8x    | 45 nm           | 1,45 V  | 80 W  | 1066 MHz | L1=4x64KB L2=2x3 MB L3=8 MB  | Sì | Sì | No | Sì | Sì |
| Xeon MP E7430    | 16/set/2008 | 604    | 4      | 2,13 GHz | 8x    | 45 nm           | 1,45 V  | 80 W  | 1066 MHz | L1=4x64KB L2=2x3 MB L3=12 MB | Sì | Sì | No | Sì | Sì |
| Xeon MP E7440    | 16/set/2008 | 604    | 4      | 2,4 GHz  | 9x    | 45 nm           | 1,45 V  | 80 W  | 1066 MHz | L1=4x64KB L2=2x3 MB L3=12 MB | Sì | Sì | No | Sì | Sì |
| Xeon MP E7450    | 16/set/2008 | 604    | 6      | 2,4 GHz  | 9x    | 45 nm           | 1,45 V  | 90 W  | 1066 MHz | L1=6x64KB L2=3x3 MB L3=12 MB | Sì | Sì | No | Sì | Sì |
| Xeon MP X7460    | 16/set/2008 | 604    | 6      | 2,66 GHz | 10x   | 45 nm 1900 mil. | 1,45 V  | 130 W | 1066 MHz | L1=6x64KB L2=3x3 MB L3=16 MB | Sì | Sì | No | Sì | Sì |
| Xeon MP L7445    | 16/set/2008 | 604    | 4      | 2,13 GHz | 8x    | 45 nm           | 1,45 V  | 50 W  | 1066 MHz | L1=4x64KB L2=2x3 MB L3=12 MB | Sì | Sì | No | Sì | Sì |
| Xeon MP L7455    | 16/set/2008 | 604    | 6      | 2,13 GHz | 8x    | 45 nm           | 1,45 V  | 65 W  | 1066 MHz | L1=6x64KB L2=3x3 MB L3=12 MB | Sì | Sì | No | Sì | Sì |

Nota: la tabella soprastante è un estratto di quella completa contenuta nella pagina dello Xeon.

## Il successore
In occasione di una presentazione ai giornalisti Intel aveva accennato al core Aliceton come possibile successore di Dunnington, ma successivamente non si hanno più avuto conferme in tal senso.
Nel corso del 2009 comunque, arriverà il primo Xeon MP basato sulla futura architettura Nehalem, Beckton dotato di ben 8 core, costruito sempre a 45 nm, e che costituisce un progetto molto importante per Intel in quanto è uno dei pilastri fondamentali della futura tecnologia "Common Platform Architecture" (CPA) attraverso la quale il produttore mira a rendere "intercambiabili" i processori Xeon MP e Itanium 2 sulle stesse piattaforme. L'arrivo di Beckton, previsto solo pochi mesi dopo Dunnington, probabilmente non ne costituisce un vero e proprio successore, anzi Intel forse ha intenzione di affiancare Beckton a Dunnington in modo da offrire sia CPU a 6 core sia a 8 core, a seconda delle esigenze dell'utente. Si tratta di una strada che Intel ha già seguito in passato con il lancio del core Clovertown (il primo Xeon DP, per sistemi biprocessore, a 4 core) pochi mesi dopo Woodcrest (il primo Xeon DP basato su architettura "Core", che era però dual core); le due CPU infatti sono state commercializzate per mesi simultaneamente.